# Protocole d'accord
Pour les articles homonymes, voir Protocole.
Ne doit pas être confondu avec Protocole (diplomatie), Protocole de préséance ou Protocole de soins.
Le protocole d'accord est un acte sous seing privé (entre particuliers ou entre sociétés commerciales), ou un acte public ou international (entre collectivités, entre États), qui constate un accord sur un ou plusieurs points précis. Il est courant qu'il consiste en un accord préalable sur des points généraux devant être confirmé par un nouvel accord plus précis.

## En droit international
Un protocole d'accord doit être exécuté comme un traité (« Pacta sunt servanda ») ou du moins comme un acte engageant l'État soit de manière formelle, soit de manière morale.